# Прапор Чернівецької області
Пра́пор Черніве́цької о́бласті — символ, що відображає історію й традиції Чернівецької області.

## Історія створення
Затверджено 20 грудня 2001 року ухвалою сесії Чернівецької обласної ради № 172-17/01.
Автором ескізу прапора є Орест Криворучко — художник-графік, член Національної спілки художників України.

## Опис прапора
Прапор під девізом «Наш оберіг» має вигляд прямокутного полотнища зі співвідношенням сторін 2:3. З верхнього та нижнього країв йдуть синьо-жовті смужки (ширина синіх — по 1/10 ширини прапора, жовтих — по 1/30 ширини прапора). У центрі полотнища на зеленому тлі білий сокіл (його висота дорівнює 1/2 ширини прапора).
Сокіл є оберегом Буковини, символом краси, хоробрості і розуму. Зелений колір відповідає кольору, що є на щиті герба і символізує зелену Буковину, відродження, пробудження, волю, оновлення, радість; це символ достатку і надій. Синьо-жовті смужки не тільки підкреслюють державну приналежність Чернівецької області, але й уособлюють найбільші річки краю — бурхливого Прута і повноводного Дністра (синій колір), та хлібні лани бессарабських районів нашої області (жовтий колір). Древко прапора завершується латунною ажурною пікою, всередині якої невеликий Тризуб.